# Meyerode
Meyerode is een dorp in de Belgische provincie Luik en een deelgemeente van Amel in de Oostkantons. Tot 1 januari 1977 was het een zelfstandige gemeente.
Het dorp Meyerode heeft ruim 400 inwoners, de hele deelgemeente telt bijna 1.200 inwoners.

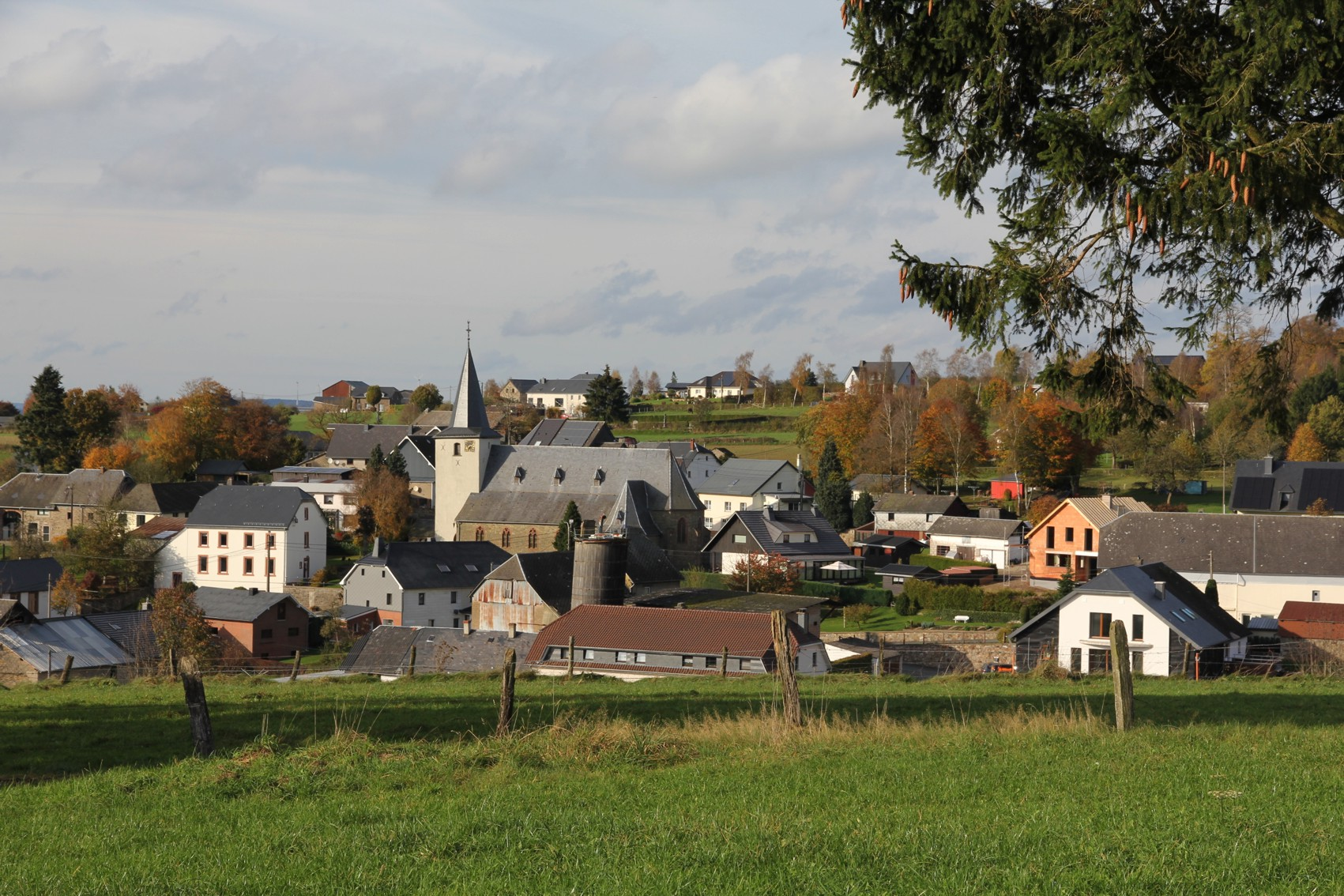
Zicht op Meyerode

## Kernen
Tot de deelgemeente Meyerode behoren de kernen Herresbach en Medell.

## Bezienswaardigheden

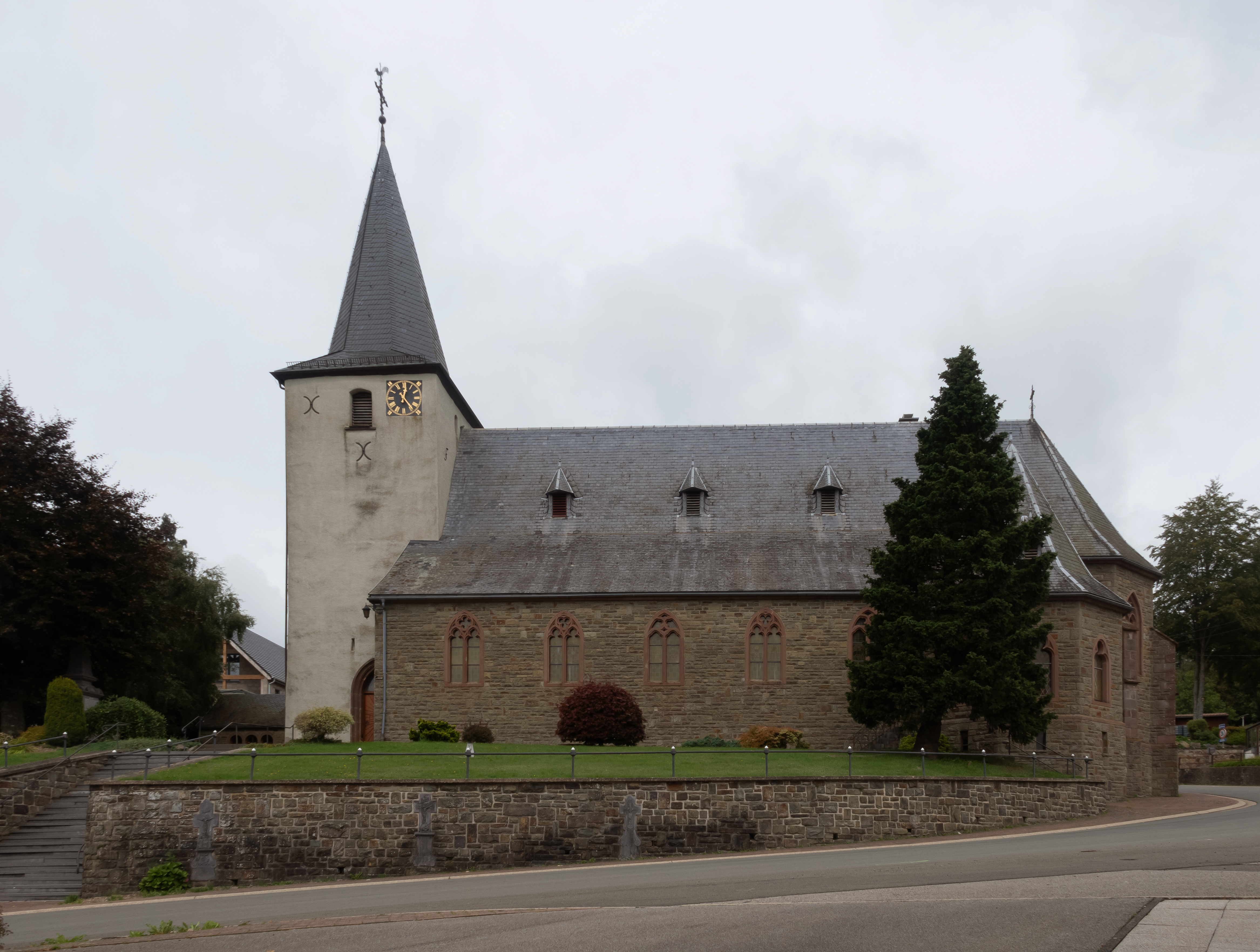
Sankt Martin Kirche

- De Sint-Martinuskerk
- De Kluis van Meyerode

## Demografische ontwikkeling
- Bronnen:NIS, Opm:1930 tot en met 1970=volkstellingen, 1976 inwoneraantal op 31 december

## Nabijgelegen kernen
Medell, Amel, Setz, Valender
Deelgemeenten: Amel · Heppenbach · Meyerode

Overige kernen: Born · Deidenberg · Eibertingen · Halenfeld · Hepscheid · Herresbach · Iveldingen · Medell · Mirfeld · Möderscheid · Montenau · Schoppen · Valender · Wereth

Belgische gemeenten · Duitstalige Gemeenschap · Arrondissement Verviers · Luik · Wallonië